# Élections législatives serbes de 2003
Les élections législatives serbes de 2003 (en serbe : Избори за народне посланике у Народну скупштину Републике Србије 2003. et Izbori za narodne poslanike u Narodnu skupštinu Republike Srbije 2003.) ont eu lieu le 28 décembre 2003. À cette époque, la Serbie était une des unités fédérales de la Serbie-et-Monténégro.

## Contexte
Après le départ de Slobodan Milošević, renversé par la Révolution des bulldozers en 2000, la Serbie a traversé une importante crise politique. Les réformateurs, conduits par l'ancien président yougoslave Vojislav Koštunica, ont connu des difficultés à prendre en main le pouvoir : trois élections présidentielles successives se sont déroulées, sans que les 50 % de participation requis soit atteint. L'assassinat du premier ministre Zoran Đinđić, en mars 2003, est l'un des événements les plus importants pour comprendre l'élection législative de décembre 2003.
Lors de ces élections, l'ancienne alliance de l'Opposition démocratique de Serbie (DOS) s'était scindé en trois composantes : le Parti démocrate de Serbie de Vojislav Koštunica, le Parti démocrate de l'ancien premier ministre Zoran Đinđić (dont le chef actuel est Boris Tadić) et le parti G17 Plus, un groupe d'économistes libéraux conduits par Miroljub Labus. Face à ces partis se trouvaient le Parti radical serbe de Vojislav Šešelj et le Parti socialiste de Serbie de Slobodan Milošević, héritier de l'ancien Ligue des communistes de Yougoslavie. Au moment de l'élection, Šešelj et Milošević étaient tous deux en détention à La Haye, Milošević accusé de crimes de guerre, Šešelj accusé de les avoir inspirés.
Parmi les autres partis en lice, il faut signaler la coalition monarchiste, composée du Mouvement serbe du renouveau et de Nouvelle Serbie, conduite par Vuk Drašković. Drašković faisait partie de l'opposition patriotique et, bien que considéré comme un nationaliste serbe[réf. nécessaire], il était hostile à Šešelj et apparaissait comme susceptible de soutenir les partis réformateurs.

## Résultats
| Inscrits | Inscrits                                | Inscrits | 6 511 450 |             |                       |                       |
| Abstentions | Abstentions                             | Abstentions | 2 685 979 | 41,25 %     |                       |                       |
| Votants | Votants                                 | Votants | 3 825 471 | 58,75 %     |                       |                       |
| |                                         | |           |             |                       |                       |
| Bulletins enregistrés | Bulletins enregistrés                   | Bulletins enregistrés | 3 825 471 |             |                       |                       |
| Bulletins blancs ou nuls | Bulletins blancs ou nuls                | Bulletins blancs ou nuls | 49 755    | 1,3 %       |                       |                       |
| Suffrages exprimés | Suffrages exprimés                      | Suffrages exprimés | 3 775 716 | 98,7 %      | 250 sièges à pourvoir | 250 sièges à pourvoir |
| |                                         | |           |             |                       |                       |
| Liste | Tête de liste                           | Soutiens | Suffrages | Pourcentage | Sièges acquis         | Var.                  |
| Parti radical serbe (Srpska radikalna stranka)                                                                               | Vojislav Šešelj                         | | 1 056 256 | 27,97 %     | 82 / 250              | +59                   |
| Parti démocrate de Serbie (Demokratska stranka Srbije)                                                                       | Vojislav Koštunica                      | Parti démocratique populaire (Narodna demokratska stranka), Parti libéral serbe (Srpska liberalna stranka), Parti démocratique serbe (Srpska demokratska stranka) | 678 031   | 17,96 %     | 53 / 250              | +8                    |
| Parti démocrate (Demokratska stranka)                                                                                        | Boris Tadić                             | Alliance civique de Serbie (Građanski savez Srbije), Centre démocratique (Demokratski centar), Union sociale-démocrate (Socijaldemokratska unija), Coalition Liste pour le Sandžak (Parti démocratique bosniaque du Sandžak (Bošnjacka demokratska stranka Sandžaka) et Parti social-libéral du Sandžak (Socijalno-liberalna stranka Sandžaka)) | 481 249   | 12,75 %     | 37 / 250              | -3                    |
| G17 Plus | Miroljub Labus                          | Parti social-démocrate | 438 422   | 11,61 %     | 34 / 250              | +34                   |
| Mouvement serbe du renouveau–Nouvelle Serbie(Srpski pokret obnove–Nova Srbija)                                               | Vuk Drašković–Velimir Ilić              | | 293 082   | 7,76 %      | 22 / 250              | +14                   |
| Parti socialiste de Serbie (Socijalisticka partija Srbije)                                                                   | Slobodan Milošević                      | | 291 341   | 7,72 %      | 22 / 250              | -15                   |
| Ensemble pour la tolérance                                                                                                   | Nenad Čanak, József Kasza, Rasim Ljajić | divers partis, voir ci-dessous | 161 765   | 4,28 %      | 0 / 250               | -19                   |
| Alternative démocratique (Demokratska alternativa)                                                                           | Nebojša Čović                           | | 84 463    | 2,24 %      | 0 / 250               | -6                    |
| Pour l'unité nationale ("Za narodno jednistvo")                                                                              | Borislav Pelević, Marijan Rističević    | Parti de l'unité serbe (Stranka srpskog jedinstva), Parti national paysan (Narodna seljačka stranka), Parti national (Narodna stranka), Notre maison la Serbie (Naš dom Srbija), Parti serbe (Srpska stranka) | 68 537    | 1,82 %      | 0 / 250               | -10                   |
| Otpor (Otpor) | Néant                                   | | 62 545    | 1,66 %      | 0 / 250               | 0                     |
| Serbie indépendante (Samostalna Srbija)                                                                                      | Vladan Batić                            | Parti démocrate-chrétien de Serbie (Demohrišcanska stranka Srbije), Parti démocratique patriotique (Demokratska stranka "Otadžbina"), Mouvement démocratique des Roumains de Serbie (Demokratski pokret Rumuna Srbije), Parti paysan (Seljacka stranka), Vérité serbe (Srpska pravda)                                                           | 45 211    | 1,2 %       | 0 / 250               | -7                    |
| Parti socialiste national – Bloc national(Socijalistićka Narodna Stranka–Narodni Blok)                                       | Général Nebojša Pavković                | | 27 596    | 0,73 %      | 0 / 250               | 0                     |
| Libéraux de Serbie (Liberali Srbije)                                                                                         | Dušan Mihajlović                        | | 22 852    | 0,61 %      | 0 / 250               | 0                     |
| Réformistes – Partis sociaux-démocrates de Voïvodine- de Serbie (Reformisti – Socijaldemokratske Partije Vojvodine – Srbije) | Miodrag-Mile Isakov                     | | 19 464    | 0,52 %      | 0 / 250               | -4                    |
| Défense et Justice (Odbrana i Pravda)                                                                                        | Vuk Obradović, Borivoje Borović         | Social-démocratie (Socijaldemokratija), Parti de la justice populaire (Narodna stranka Pravda), Parti des travailleurs et des retraités – PWP (Stranka Radnika i Penzionera – SRP), Parti social-démocrate des Verts (Socijaldemokratska Partija Zelenih)                                                                                       | 18 423    | 0,49 %      | 0 / 250               | -9                    |
| Force potentielle de la Serbie et de la Diaspora (Privredna Snaga Srbije i Dijaspora)                                        | Branko Dragaš                           | | 14 113    | 0,37 %      | 0 / 250               | 0                     |
| Parti travailliste de Serbie (Laburistička Partija Srbije)                                                                   | Dragan Milovanović                      | | 4 666     | 0,12 %      | 0 / 250               |                       |
| Yugoslav Left – JUL (Jugoslovenska Levica – JUL)                                                                             | Néant                                   | | 3 771     | 0,1 %       | 0 / 250               |                       |
| Alliance des Serbes de Voïvodine (Savez Srba Vojvodine)                                                                      | Dušan Salatić                           | | 3 015     | 0,08 %      | 0 / 250               |                       |
| Autres listes | Néant                                   | | 914       | 0,02 %      | 0 / 250               |                       |

Notes:
- Les pourcentages diffèrent de la source car ce sont les pourcentages des suffrages exprimés (là où la source présente les pourcentages des votants).
- Les partis ayant obtenu moins de 5 % des suffrages par rapport aux votants ne sont pas représentés au Parlement.
- La coalition Ensemble pour la tolérance a les soutiens de:
  - Ligue des sociaux-démocrates de Voïvodine (Liga socijaldemokrata Vojvodine)
  - Alliance des Magyars de Voïvodine (Savez vojvođanskih Mađara)
  - Parti démocratique du Sandžak (Sandžačka demokratska partija)
  - Ligue pour la Šumadija (Liga za Šumadiju)
  - Alliance démocratique des Croates de Voïvodine (Demokratski savez Hrvata Vojvodine))
  - Alliance du peuple croate (Hrvatski narodni savez)
  - Mouvement européen démocrate-chrétien
  - Mouvement civique des Hongrois de Voïvodine
  - Parti démocratique des Roms de Serbie
  - Alliance démocratique des Bulgares de Serbie
  - Union de Voïvodine
  - Parti pour le Sandžak
  - Organisation libérale bosniaque
  - Parti social-démocrate des travailleurs

## Commentaire
Aux élections législatives de 2000, l'Opposition démocratique de Serbie avait obtenu 67,0 % des suffrages et remporté 176 sièges, dont 46 pour le Parti démocrate de Serbie et 45 pour le Parti démocrate. En 2003, malgré le soutien des radicaux, les quatre partis réformateurs (le Parti démocratique, le Parti démocratique de Serbie, le G17+ et l'alliance Mouvement serbe du renouveau-Nouvelle Serbie) ne remporta que 49,8 % des suffrages, contre 34,8 % pour le Parti radical serbe et le Parti socialiste de Serbie. Sur les 250 sièges au Parlement de Serbie, les réformateurs en obtinrent 146 contre 104 revenant à leurs adversaires.
Le score élevé des Radicaux reflétait le déclin relatif des Socialistes autrefois majoritaires[réf. nécessaire].